# Nowa TV
Nowa TV – polska stacja telewizyjna o charakterze uniwersalnym dostępna w naziemnej telewizji cyfrowej.

## Historia
7 stycznia 2016 roku firma TV Spektrum (działająca w ramach Grupy ZPR Media) otrzymała koncesję Krajowej Rady Radiofonii i Telewizji (KRRiT) na nadawanie programu o charakterze uniwersalnym pod nazwą TV# (gdzie „#” oznacza numer w EPG przyznany w procesie koncesyjnym) w multipleksie 8 naziemnej telewizji cyfrowej.
Testy stacji rozpoczęły się 12 października 2016 roku – emitowano planszę z nazwą stacji i sygnałem kontrolnym. Nadawanie pod nazwą Nowa TV rozpoczęto 9 listopada 2016 roku o 6:00 rano. Stacja w naziemnej telewizji cyfrowej DVB-T na terytorium Polski jest dostępna bezpłatnie. Przekaz satelitarny z początku był niekodowany, aż do 6 grudnia 2016, kiedy sygnał został zakodowany. Dostępny jest też w platformach satelitarnych i telewizjach kablowych.
4 grudnia 2017 roku Telewizja Polsat ogłosiła, że kupiła 34 proc. udziałów spółki Spektrum TV – nadawcy kanałów Fokus TV i Nowa TV.
18 września 2020 roku Telewizja Polsat przejęła od spółki Spektrum TV kanały Fokus TV i Nowa TV.

## Oferta programowa
Na antenie emitowane są programy lifestylowe, seriale (między innymi Mercy Street oraz w latach 2016–2017 Moda na sukces), w latach 2016–2018 serwis informacyjny „24 godziny online.pl” (emitowany początkowo równocześnie w 8TV, od 18 kwietnia 2017 jedynie w Nowa TV) oraz skecze kabaretowe. W latach 2016–2017 emitowane były też magazyny publicystyczne Marka Czyża, Tomasza Sekielskiego oraz do kwietnia 2018 roku magazyny publicystyczne Sławomira Jastrzębowskiego.
Obecnie znaczną część ramówki stacji stanowią programy realizowane zarówno w ostatniej dekadzie XX wieku i w pierwszej dekadzie XXI wieku, jak również w drugiej dekadzie XXI wieku dla telewizji Polsat.

### Programy własne stacji
Poniższa lista nie jest kompletna.
- Demaskator. Poza prawem[10] (2021) – serial paradokumentalny.
- Łowcy cieni[11][12][13] (2019) – serial kryminalno-obyczajowy.
- 48h. Zaginieni[14] (od 2021) – serial kryminalny.
- Nowa ja[15][16] (2016–2017) – magazyn prowadzony przez Katarzynę Cichopek.
- 24 godziny online.pl (2016–2018) – program informacyjny.
- Wszyscy zginiemy[17][18] (2018–2019) – program informacyjno-rozrywkowy prowadzony przez Mateusza Jędrasia.
- FedeRacja[19][20] (2017–2019) – program informacyjno-rozrywkowy prowadzony przez Adam Federa.
- Robota na weekend[21] (2018) – program rozrywkowy prowadzony przez Annę Drozd i Beatę Łańcuchowską.
- Bywanie na ekranie[22][23] (2017–2019) – program lifestylowy prowadzony przez Paulinę Koziejowską i Aleksandrę Kot.
- Super temat[24][25] (2017) – program interwencyjny prowadzony przez Jarosława Kulczyckiego.
- Biało-Czarne[26] (2016–2017) – program publicystyczny prowadzony przez Jacka Prusinowskiego.
- Ale o co chodzi?[27] (2017) – program publicystyczny prowadzony przez Sławomira Jastrzębowskiego.
- Tu i teraz[28] (2016–2018) – program publicystyczny stanowiący uzupełnienie wydania serwisu 24 godziny online.pl.
- Proste pytanie[29][30] (2016–2017) – program publicystyczny prowadzony przez Marka Czyża.
- Redakcja. Dział śledczy (2016-2017) - serial paradokumentalny

## Logo
| Od 9 listopada 2016 | Czarny napis „NOWA”, lecz zamiast litery „O” – czerwona kulka. W górnym prawym rogu mały napis „TV”. | Nowa TV |

## Dostępność
- DVB-T MUX8 (40) – bezpłatnie (SD)
- Platforma Canal+ (57) (HD)
- Orange TV (33) (HD)
- Polsat Box (158) (HD)
- Multimedia (230)
- Vectra (174)
- UPC / Play Mediabox (153), Horizon (113), Play Now (37)
- Toya HD (20)
- Inea (26)
- Netia (28)[31]
- T-Mobile (Magenta TV) (24)

W nawiasach podano numery LCN (Logical Channel Number), wykorzystywane przez odbiorniki do automatycznego sortowania kanałów.